# François Maynard
François Maynard (Tolosa, 21 novembre 1582 – Aurillac, 28 dicembre 1646) è stato un poeta e scrittore francese, membro dell'Académie française.

## Biografia
François Maynard (a volte scritto Mainard) è stato un poeta francese principalmente attivo a Tolosa. Per la sua abilità e padronanza della lingua, fu particolarmente apprezzato da François de Malherbe e da Paul Scarron.
Tra i membri fondatori della Académie française, fu presidente del tribunale generale di Aurillac, dove il suo palazzo può essere ancora visitato, consigliere di Stato e segretario della regina Margherita di Valois.
Pellisson propone il suo nome tra i primi accademici di Francia prima del 13 marzo 1634, tuttavia da una lettera di Maynard a de Flotte sembra che non fu ammesso all'Accademia che più tardi: «vedo bene che sul finire della vostra vita sarete dichiarato autore e canonizzato dei signori dell'Accademia. Se un giorno avrò l'onore di farne parte, glielo proporrò.» Sembra addirittura che fu tra coloro che attaccarono l'Accademia nascente, a meno da quel che può giudicare da questo passaggio di un'altra lettera a de Flotte: «sarò ben a mio agio quando farete sopprimere l'epigramma dall'Accademia, se credete che si tratti di qualcosa che possa essere fastidioso per le potenze superiori.» Ad ogni modo è certo che quando ne fu ammesso, frequentò poco l'Accademia ed ebbe dispensato l'obbligo di residenza.
Nei suoi versi fece a lungo le lodi del cardinale Richelieu e della regina Anna d'Austria, con la speranza di trarne qualche vantaggio. Non essendo riuscito ad ottenere nulla, preferì ritirarsi nella sua provincia d'origine.

## L'opera
Discepolo di Malherbe, fu amico di Racan, di Desportes e di Régnier e sarà assiduo frequentatore del salotto letterario dell'Hôtel de Rambouillet.
Le sue Opere, in cui si trovano sonetti, epigrammi, odi e canzoni, furono pubblicate a Parigi nel 1646, mentre le sue Lettere e le poesie in latino non vennero mai pubblicate durante la vita dell'autore. L'epigramma rimane lo stile in cui meglio sapeva esprimersi, perfezionò inoltre la versificazione delle stanze: è lui che stabilì la regola per cui, nelle stanze di 10 versi, la sospensione deve essere dopo il quarto e il settimo verso, mentre in quelle di 6, al centro.
Compose anche epigrammi e sonetti leggeri, scherzosi ed erotici come era d'uso per molti poeti dell'epoca.

## Citazioni

### Epigramma
(Epigramme, François Maynard.)

### SonettoIl est vray. Je le sçay. Mes Vers sont mesprisez
(Il est vray. Je le sçay. Mes Vers sont mesprisez, François Maynard.)

## Citazioni a proposito di Maynard
(Paul Pellisson)
(Voltaire)